# Vlado Janevski
Vladimir "Vlado" Janevski (Macedonisch: Владимир "Владо" Јаневски) (Skopje, 27 november 1960) is een zanger uit Noord-Macedonië.

## Biografie
Janevski is vooral bekend vanwege zijn deelname aan het Eurovisiesongfestival 1998, in het Britse Birmingham. Hij won de nationale preselectie met het nummer Ne zori, zoro. In Birmingham kon hij geen potten breken: hij eindigde als negentiende.
1998: Vlado Janevski · 
2000: XXL · 
2002: Karolina · 
2004: Toše Proeski · 
2005: Martin Vučić · 
2006: Elena Risteska · 
2007: Karolina · 
2008: Tamara, Vrčak & Adrian Gaxha · 
2009: Next Time · 
2010: Gjoko Taneski · 
2011: Vlatko Ilievski · 
2012: Kaliopi · 
2013: Esma & Lozano · 
2014: Tijana Dapčević · 
2015: Danijel Kajmakoski · 
2016: Kaliopi · 
2017: Jana Burčeska · 
2018: Eye Cue · 
2019: Tamara Todevska · 
2021: Vasil · 
2022: Andrea
- MusicBrainz: f75acb37-5d91-44ed-9ba3-f6e19905bfcc
- Nationale Bibliotheek van Tsjechië: js2014833434
- Virtual International Authority File: 310665889